# František Bouda
František Bouda (6. dubna 1916 Vídeň – 21. června 1944 Saint-Valery-en-Caux) byl důstojník Československé armády a palubní navigátor 311. československé bombardovací perutě.

## Život

### Před druhou světovou válkou
František Bouda se narodil 6. dubna 1916 ve Vídni v rodině železničního zřízence Františka Boudy a kuchařky Aloisie Procházkové. Mládí strávil v Košicích. Zde mezi lety 1922 a 1927 vychodil Státní lidovou školu a mezi lety 1927 a 1931 Státní chlapeckou měšťanskou školu. V roce 1936 odmaturoval na Vyšší průmyslové škole strojní v Košicích a v témže roce nastoupil prezenční vojenskou službu u pěšího pluku 37 v Levoči. Absolvoval školu pro důstojníky pěchoty v záloze v Milovicích a po rozhodnutí, že se stane vojákem z povolání, nastoupil v roce 1937 ke studiu na Vojenské akademii v Hranicích. Po jejím zdárném ukončení v září 1938 sloužil u pluku útočné vozby 2 ve Vyškově na pozici velitele čety. Dosáhl hodnosti poručíka.

### Druhá světová válka
Po německé okupaci opustil František Bouda v listopadu 1939 Protektorát Čechy a Morava a přes Jugoslávii a Libanon a odešel do Francie, kde byl 16. prosince 1939 prezentován v Agde u zde vznikající jednotky Československé armády v zahraničí a ustanoven velitelem roty u 2. pěšího pluku. Po pádu Francie v červnu 1940 se evakuoval do Spojeného království, kam dorazil 7. července 1940 a kde byl zařazen do Československé smíšené brigády. V prosinci 1941 byl na vlastní žádost přeložen k letectvu, přijat do Royal Air Force a po patřičném výcviku zařazen jako palubní navigátor ke 311. československé bombardovací peruti. Jako její příslušník absolvoval řadu protiponorkových hlídkových letů na oceánem. V březnu 1944 byl přeložen k 21. peruti, kde podnikal další operační lety nad okupovanou Evropu na strojích de Havilland Mosquito jako člen posádky Josefa Stránského. Dne 6. června 1944 odstartovali v 1.00 hodin k akci, jejímž úkolem bylo bombardování jedné z křižovatek v Normandii. Stali se tak prvními československými letci nasazenými v rámci Operace Overlord. Dne 21. června 1944 se společně nevrátili z dalšího operačních letů Normandii. Pátrání bylo bezvýsledné a proto byli prohlášeni za nezvěstné. Následně byly trosky jejich letounu de Havilland Mosquito FB Mk.VI NT182 identifikovány u vesnice Saint-Valery-en-Caux. Oba letci byli v téže vsi pohřbeni na vojenském hřbitově. Dosáhl hodnosti nadporučíka.

## Rodina
Obětí druhé světové války se stala i sestra Františka Boudy Hildegarda Nacházelová. Během osvobozovacích bojů na jaře 1945 byla zraněna výbuchem granátu, na následky zranění 23. dubna 1945 v Brně podlehla.

## Posmrtná ocenění
- Františku Boudovi byly in memoriam uděleny Československá medaile Za chrabrost před nepřítelem a Československý válečný kříž 1939
- František Nosek byl v roce 1991 in memoriam povýšen do hodnosti podplukovníka